# Церковь Святого Николая на Аскольдовой могиле
Церковь Святого Николая на Аскольдовой могиле — киевский грекокатолический храм, расположенный в урочище Аскольдова могила. Современный храм построен в 1809 году по проекту Андрея Меленского (в стиле ампир) на месте переведённого в другое место Пустынно-Николаевского монастыря.

## Древняя история
Сведения о Никольском монастыре на Аскольдовой могиле появляются в XV веке. Его называли также Пустынный, Слупский или Столбовый. Самое давнее изображение церкви Святого Николая — деревянной, с тремя куполами — было найдено на плане Афанасия Кальнофойского. В конце XVI века обитель была определённое время униатской. При митрополите Петре Могиле она получила от украинских гетманов целый ряд универсалов и грамот на владение деревнями.
В 1690-е гг. Иван Мазепа выстроил новый собор на горе над Николаевской церковью (см. Николаевский военный собор), куда была переведена и вся монастырская братия. Под горой осталось монастырское кладбище с деревянной Николаевской церковью, которая из главной превратилась в приписную кладбищенскую. В 1809 г. на месте этой ветхой церкви на средства воронежского купца Мещерякова была построена существующая каменная.

## Новый храм
В 1809 году воронежский купец Самуил Мещеряков пожелал увековечить память своей жены, которая умерла в Киеве и была похоронена на Аскольдовой могиле. С этой целью он заказал Андрею Меленскому проект каменной церкви, которая и была построена в том же году (под руководством Василия Серикова) за 8000 рублей и освящена 1 сентября 1810 года. Церковь была двухэтажная, выполнена в стиле ампира и получила форму ротонды, окруженной колоннадой тосканского ордера. Её венчал большой полусферический купол с фонарём и маленькой колокольней (в 1882 купол храма был несколько упрощён). Тарас Шевченко изобразил её на одной из акварелей. Внутри церкви, в полуподвальной крипте было предусмотрено 77 мест для захоронений. В 1816 году церковь расписана иконописцем Билецким, а в 1840 году кладбище закрыли.
В 1847 году церковь вместе с кладбищем планировалось снести, поскольку рядом прокладывался путь к Цепному мосту, а кроме того, она была в аварийном состоянии в результате оползней склона. Однако 10 сентября того же года храм на Аскольдовой могиле посетил император Николай I, который запретил снос, заявив:
«Ничуть падением не угрожает, надо немного починить и церковь должна существовать».
Доску с этой исторической фразой повесили впоследствии в отремонтированном храме. Другую доску, с длинной (и наполовину выдуманной) историей Аскольдовой могилы, впоследствии повесили на фасаде церкви в 1866 году, во время празднования 1000-летия крещения Аскольда. Тогда же страной распространилась легенда о том, что здесь находится также и его захоронения. На вопрос об этом богомольцев военные писари показывали на место за алтарем храма, где было захоронение неизвестного, а пастырские служки уточняли: «Не здесь, а под церковью в склепе».
В 1856 году церковь снова расписали, а в 1861 году, на средства монастыря, восстановлен кладбище окружили каменной оградой с воротами, над воротами которой устроили колокольню. Также был построен каменный дом священника.
На закрытом с 1845 года для общего пользования кладбище, начиная со второй половины XIX века, начали осуществлять захоронения самых жителей Киева. Поняв, что от этого можно иметь немалую выгоду, монастырское начальство стало практиковать широкую распродажу мест на нём, а в начале 1880-х годов ввело даже должность смотрителя, первым из которых оказался иеромонах отец Рафаил. Он много сделал для того, чтобы сохранить и утвердить обычай убирать могилы и содержать их в надлежащем состоянии, превращая это мрачное место в привлекательный уголок города.
В 1882 году церковь Святого Николая была отреставрирована по проекту Владимира Николаева.
После своей смерти, которая произошла в почтенном возрасте, отец Рафаил также нашёл здесь для себя вечный покой. Его место заступил в 1892 году иеромонах того же монастыря отец Вениамин. Прежде всего он обратил внимание на церковь, которая своим внешним видом и внутренним убранством не соответствовала состоянию кладбища с его чистотой, прекрасными надгробными памятниками и склепами. Не имея в кармане ни одной лишней копейки, надзиратель обратился за помощью к частным лицам, которые имели здесь могилы своих близких, и неожиданно для себя получил широкую поддержку: в 1893 году в церкви провели капитальный ремонт. Внутри появились привезенный из Италии бело-мраморный иконостас, новая настенная роспись, выполненная по эскизам живописца Виктора Васнецова, и дубовый паркет. Освящение обновленного храма совершил 7 июля 1894 года митрополит Киевский Иоанникий. Также, в 1899—1901 годах, средства Марии Поторжинской была построена новая, большая колокольня.

## Современность
После установления советского режима церковь закрыли, но в 1921—1934 годах она ещё действовала, как приходская УАПЦ. В 1934 году церковь закрыта уже окончательно, а кладбище уничтожено с целью устройства развлекательного парка. В 1936 году церковь перестроили под ресторан, а в 1938 году архитектор Петр Юрченко достаточно остроумно переделал прежний храм на парковый павильон, надстроив вместо купола сквозную колоннаду ионического ордера. Тогда же была снесена и колокольня начала XX века, дом настоятеля и забор 1860-х годов.

В таком виде церковь просуществовала до последней реставрации 1997—1998 годов (архитектор Владимир Хромченков), когда был возобновлен первоначальный вид сооружения. 26 апреля 1992 году храм передан Украинской грекокатолической церкви. В полуподвале в настоящее время также устроена церковь во имя Святого Сильвестра Папы Римского. Освящение возобновлённой Николаевской церкви осуществил 22 мая 1998 года тогда ещё Преосвященный экзарх Киево-Вишгородский УГКЦ Любомир Гузар. 
Церковь Святого Миколая на Аскольдовой могиле — первый храм, который посетил папа римский Иоанн Павел II во время своего визита на Украину летом в 2001 году. Под памятной доской, установленной на стене церкви в честь визита Папы, содержится надпись:

В этом храме Св. Николая Чудотворца на Аскольдовой могиле 23 июня 2001 г. Божьего Святейший Отец Иван Павел ІІ в молитве перед Чудотворной иконой Зарваницкой Богородицы отдал под Её покровительство своё Апостольское путешествие Украиной.